# Targassonne

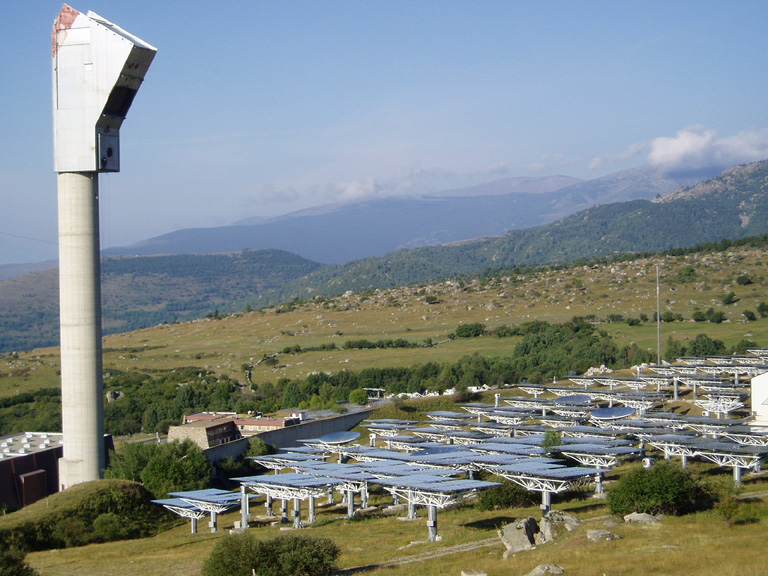
Ośrodek badawczy, Elektrownia słoneczna Thémis (2005)

Targassonne – miejscowość i gmina we Francji, w regionie Oksytania, w departamencie Pireneje Wschodnie.
Według danych na rok 1990 gminę zamieszkiwały 133 osoby, a gęstość zaludnienia wynosiła 17 osób/km² (wśród 1545 gmin Langwedocji-Roussillon Targassonne plasuje się na 770. miejscu pod względem liczby ludności, natomiast pod względem powierzchni na miejscu 868.).

## Populacja

Populacja Targassonne w latach 1962–2008